# 2856 Röser
2856 Röser eller 1933 GB är en asteroid i huvudbältet, som upptäcktes 14 april 1933 av den tyske astronomen Karl Wilhelm Reinmuth i Heidelberg. Den har fått sitt namn efter Siegfried Röser.
Asteroiden har en diameter på ungefär 23 kilometer och den tillhör asteroidgruppen Eos.